# A.S.D. Chiavari Calcio Caperana
ASD Chiavari Calcio Caperana là một câu lạc bộ bóng đá Ý, có trụ sở tại Caperana, một frazione của Chiavari, Liguria.

## Lịch sử
Câu lạc bộ được thành lập vào năm 1972 với tên ASD Caperan. Đội được thăng hạng Eccellenza Liguria trong mùa giải 2000-01 sau khi một sự thăng thiên bắt đầu ở Seconda Cargetoria trong mùa giải 1998-99.
Trong mùa giải 2009-10 Caperan đã giành chiến thắng trong trận play-off quốc gia của Eccellenza Liguria và do đó đã được thăng hạng ở Serie D.
Vào mùa hè năm 2010, câu lạc bộ được đổi tên thành ASD Chiavari Calcio Caperana. Vào cuối mùa giải 20131414 Serie D, nó đã không được nhận vào phiên bản tiếp theo và được gấp lại sau đó.

## Màu sắc và huy hiệu
Màu sắc của đội là xanh lá cây và xanh dương, giống nh7 màu đô thị của đội bóng.